# Tobias Hellman
Olof Christian Tobias Hellman (Lidingö, 16 gennaio 1973) è un ex sciatore alpino e sciatore freestyle svedese.

## Biografia
Attivo inizialmente nello sci alpino, Hellman debuttò in campo internazionale ai Mondiali juniores di Zinal 1990; due anni dopo, nella rassegna iridata giovanile di Maribor 1992, vinse una medaglia in ognuna delle cinque gare disputate: l'oro nel supergigante, nello slalom speciale e nella combinata, l'argento nello slalom gigante e il bronzo nella discesa libera. 
In Coppa del Mondo ottenne il primo piazzamento di rilievo il 5 dicembre 1992 a Val-d'Isère in supergigante (22º) e il miglior piazzamento il 7 marzo 1993 ad Aspen nella medesima specialità (9º). Ai XVII Giochi olimpici invernali di Lillehammer 1994, sua unica presenza olimpica, si classificò 19º nel supergigante, 13º nella combinata e non completò lo slalom gigante e lo slalom speciale; ai Mondiali di Sierra Nevada 1996, sua unica presenza iridata, si classificò 37º nella discesa libera, 31º nel supergigante e non completò lo slalom gigante.
Prese per l'ultima volta il via in Coppa del Mondo il 29 gennaio 1997 a Laax in supergigante (51º) e si ritirò dallo sci alpino al termine della stagione 2000-2001; la sua ultima gara fu lo slalom gigante dei Campionati svedesi 2001, disputato a Tärnaby il 30 gennaio e chiuso da Hellman al 17º posto. Dalla stagione 2002-2003 si dedicò al freestyle, specialità ski cross, disputando 7 gare in Coppa del Mondo: esordì il 30 novembre 2002 a Tignes classificandosi 7º (tale piazzamento sarebbe rimasto il migliore della carriera di Hellman) e prese per l'ultima volta il via a Pozza di Fassa l'11 gennaio 2004, chiudendo al 29º posto.

## Palmarès

### Sci alpino

#### Mondiali juniores
- 5 medaglie:
  - 3 oro (supergigante, slalom speciale, combinata a Maribor 1992)
  - 1 argento (slalom gigante a Maribor 1992)
  - 1 bronzo (discesa libera a Maribor 1992)

#### Coppa del Mondo
- Miglior piazzamento in classifica generale: 87º nel 1993

#### Campionati svedesi
- 5 medaglie (dati parziali)[1]:
  - 4 ori (combinata nel 1993; discesa libera nel 1996; combinata nel 1997; discesa libera nel 2001)
  - 1 argento (supergigante nel 1997)

### Freestyle

#### Coppa del Mondo
- Miglior piazzamento in classifica generale: 61º nel 2003
- Miglior piazzamento nella classifica di ski cross: 15º nel 2003